# Crash de l'A320 de Germanwings
Vol Germanwings 9525
Vous lisez un « article de qualité » labellisé en 2021.
Le crash de l'A320 de Germanwings (vol 4U9525) est un accident aérien provoqué par le suicide du copilote Andreas Lubitz, qui a volontairement précipité son Airbus A320 contre une montagne du massif des Trois-Évêchés, sur le territoire de la commune de Prads-Haute-Bléone, dans les Alpes du Sud françaises, le 24 mars 2015. Les 144 passagers et six membres d'équipage de l'avion de la compagnie aérienne à bas prix allemande Germanwings, qui reliait Barcelone, en Espagne, à Düsseldorf, en Allemagne, sont tués sur le coup. Il s'agit du troisième plus grave accident aérien en France par le nombre de victimes.
Andreas Lubitz avait été traité pour des tendances suicidaires et déclaré « inapte au travail » par un médecin. Il avait gardé cette information, n'avait pas informé son employeur et s'était tout de même présenté au travail. Peu de temps après avoir atteint l'altitude de croisière et alors que le commandant de bord est hors du poste de pilotage, il verrouille la porte et amorce une descente contrôlée qui se poursuit jusqu'à ce que l'avion percute un flanc de montagne.
Les autorités aéronautiques réagissent en mettant en œuvre de nouvelles réglementations qui exigent notamment la présence permanente de deux membres du personnel autorisé dans le cockpit. La règle dite des « quatre yeux », recommandée par l'Agence européenne de la sécurité aérienne (AESA) quelques jours après l'accident, est rapidement mise en place au sein de plusieurs compagnies aériennes européennes. En 2017, Lufthansa, organisation mère de Germanwings, ainsi que plusieurs autres compagnies aériennes abandonnent la règle, après que plusieurs syndicats de pilotes ont critiqué l'inefficacité et les potentiels effets dangereux de la mesure.
En juillet 2018, l'Union européenne (UE) adopte de nouvelles réglementations pour renforcer les contrôles médicaux et le soutien psychologique aux équipages. De nouvelles évaluations psychologiques sont rendues obligatoires pour les pilotes avant d'entrer dans une compagnie aérienne, les dépistages aléatoires d'alcool et de drogues sont généralisés à l'ensemble des compagnies volant dans le territoire de l'UE et des programmes de soutien renforcés aux pilotes et aux équipages sont mis en place. De plus, en réponse à une recommandation du Bureau d'enquêtes et d'analyses pour la sécurité de l'aviation civile (BEA) afin de « trouver un juste équilibre entre la confidentialité du patient et la protection de la sécurité publique », l'AESA lance en juillet 2021 un programme de « référentiel aéromédical européen » destiné à faciliter la traçabilité et le partage d'informations entre les différents acteurs de la médecine aéronautique.
L'analyse psychologique de l'auteur et le nombre de victimes pour un suicide ont eu pour aboutissement que l'acte soit requalifié en tuerie de masse par certains experts.

## Avion

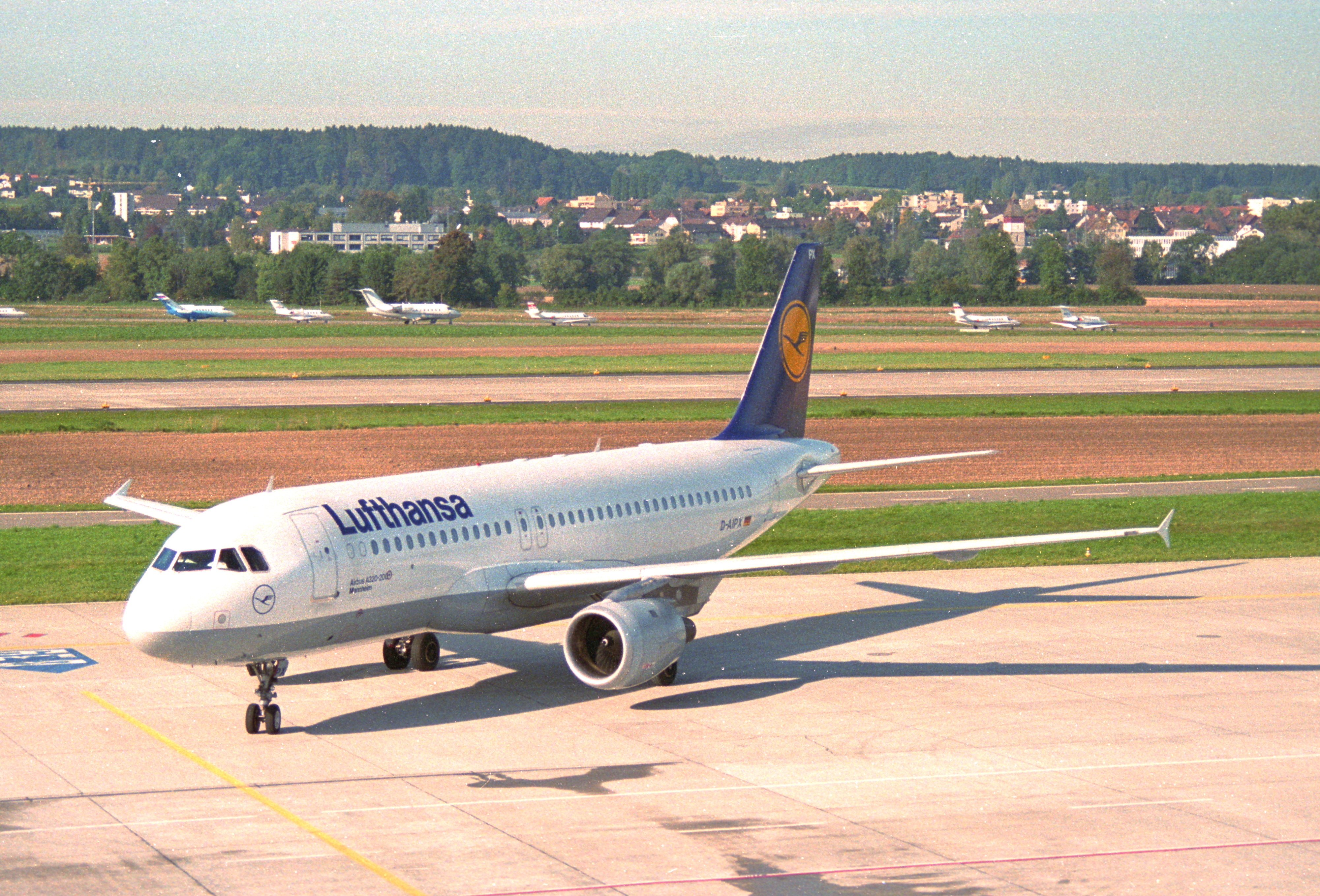
L'Airbus A320-211 impliqué dans l'accident (D-AIPX), ici photographié dans sa livrée originelle de Lufthansa en octobre 1995.

L'avion impliqué est un Airbus A320-211 âgé de vingt-quatre ans, immatriculé D-AIPX,,,. Il effectue son premier vol le 29 novembre 1990 puis est livré à Lufthansa le 5 février 1991,. L'avion est loué à Germanwings, filiale de Lufthansa, pendant une année à partir de juillet 2003, puis retourne à la compagnie mère en juillet 2004, jusqu'à ce qu'il soit à nouveau transféré à Germanwings en janvier 2014,. Au moment de l'accident, l'avion cumule 58 313 heures de vol au cours de 46 748 vols,. Il s'agit alors de l'un des plus vieux A320 de cette série encore en service,.
Le « Design Service Goal » (DSG) originel, qui donne la durée de vie de l'appareil, était à l'origine de 60 000 heures ou 48 000 vols,. En 2012, une extension optionnelle (« Extended Service Goal » — ESG1) est approuvée, étendant la durée de service à 120 000 heures ou 60 000 vols en durcissant notamment les inspections de maintenance de l'appareil,,. Carsten Spohr, président-directeur général du groupe Lufthansa, annonce dès le lendemain de l'accident que l'avion était « techniquement irréprochable »,. Sa dernière inspection de maintenance date du 23 mars 2015, la veille de l'accident, où les techniciens ont effectué « une visite périodique des quatre mois et une visite « quotidienne » (daily check) effectuée au moins toutes les 72 heures ». Quelques réparations mineures sont effectuées et l'avion est déclaré apte au vol.

## Déroulement du vol

### Départ

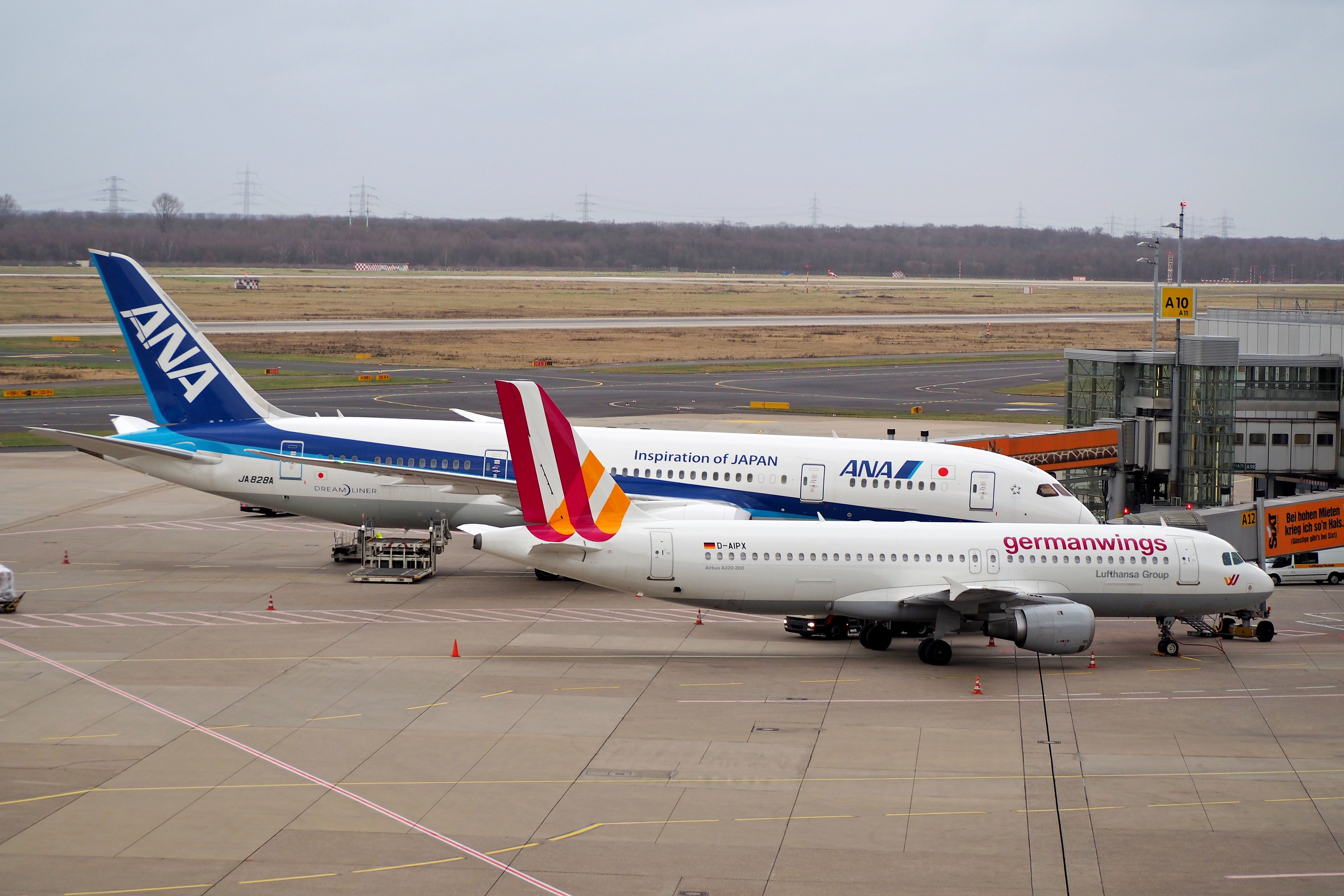
L'Airbus A320 impliqué dans l'accident (D-AIPX), ici au premier plan, photographié au côté d'un Boeing 787 de la compagnie aérienne japonaise ANA (en arrière-plan) en janvier 2015.

L'Airbus A320 du vol Germanwings 9525 décolle de la piste 07 droite (07R) de l'aéroport de Barcelone-El Prat le 24 mars 2015 à 9 h 0 UTC (10 h 0 CET), avec une vingtaine de minutes de retard,. Il devait arriver à l'aéroport de Düsseldorf après environ une heure et demie de vol, vers 10 h 39 UTC. Le même équipage avait déjà effectué le vol aller, Düsseldorf-Barcelone, le matin même, entre 6 h 1 et 7 h 57.
L'avion suit la même route que le vol de la veille et arrive à 9 h 27 min 20 s UTC à son altitude de croisière de 38 000 pieds (11 600 mètres). Après trente minutes de vol, les pilotes confirment les instructions du contrôle aérien français à 9 h 30, constituant la dernière communication radio de l'équipage.

### Descente
À 9 h 30 min 8 s UTC, « le commandant de bord annonce au copilote qu’il quitte le poste de pilotage et lui demande de prendre en charge les communications radiophoniques, ce que le copilote collationne ». Le copilote Andreas Lubitz prend en charge l'avion tandis que le commandant va probablement aux toilettes et se retrouve en dehors du poste de pilotage à 9 h 30 min 24 s,. Vingt-neuf secondes plus tard, l'altitude sélectionnée sur le panneau de commande du pilote automatique « passe en une seconde de 38 000 pieds (11 600 mètres) à 100 pieds (30 mètres) », soit la plus petite valeur d'altitude disponible sur l'Airbus A320,,,. Ainsi, l'avion passe en mode descente et le régime des moteurs passe en mode ralenti. À 9 h 31, après avoir traversé la côte française près de Toulon, l'avion quitte son altitude de croisière assignée de 38 000 pieds, et sans autorisation, commence à descendre.

Trajectoire du vol 9525.

À 9 h 33 min 13 s, alors que la vitesse de l’avion est de 273 nœuds (505 km/h), la vitesse sélectionnée dans le pilote automatique passe à 308 nœuds (570 km/h), entraînant une augmentation de la vitesse et du taux de descente de l'avion. Ce taux varie par la suite entre 1 700 pieds par minute (518 mètres par minute) et 5 500 pieds par minute (1 675 mètres par minute), avec une moyenne d'environ 3 500 pieds par minute (1 065 mètres par minute). Ces variations sont dues aux changements réguliers de la vitesse sélectionnée dans le pilote automatique, qui passe à 288 nœuds (533 km/h) à 9 h 33 min 35 s, puis change à de multiples reprises, avant de s'arrêter sur 302 nœuds (559 km/h) à 9 h 33 min 48 s.
À 9 h 33 min 47 s, l'avion se trouve à une altitude de 30 000 pieds (9 144 mètres) en descente,,. Le contrôleur aérien essaye d'entrer en contact avec l'équipage, mais aucune réponse ne lui parvient. Les tentatives ultérieures du contrôle aérien français de contacter les pilotes ne reçoivent aucune réponse,. Trente-six secondes plus tard, la vitesse sélectionnée augmente jusqu'à 323 nœuds (598 km/h).
À 9 h 34 min 31 s, quatre minutes et sept secondes après la sortie du commandant de bord, « le signal sonore de demande d’accès au poste de pilotage est enregistré pendant une seconde ». Environ seize secondes plus tard, l'avion se trouve à une altitude de 25 000 pieds (7 620 mètres). À 9 h 35 min 3 s, la vitesse sélectionnée passe à 350 nœuds (648 km/h) et l'avion se stabilise rapidement autour de cette vitesse. La descente s'effectue par temps clair, avec une visibilité supérieure à dix kilomètres et peu de nuages présents dans la zone,,,.

### Dernières minutes
Lors des dernières minutes du vol, l'équipage en cabine tente à plusieurs reprises de communiquer avec le poste de pilotage, mais les appels restent sans réponse,,. De plus, « des bruits similaires à ceux d’une personne tapant à la porte » ainsi que des voix demandant son ouverture sont entendus à plusieurs reprises sur l'enregistreur phonique (CVR).
À partir de 9 h 39 min 30 s, pendant près d'une minute, « des bruits similaires à des coups violents portés sur la porte du cockpit sont enregistrés ». Une minute plus tard, l'alarme de l’avertisseur de proximité du sol (GPWS) indique que l'appareil se rapproche dangereusement du relief. Dans le même temps, d'autres alarmes se déclenchent alors que l'avion se rapproche du sol.

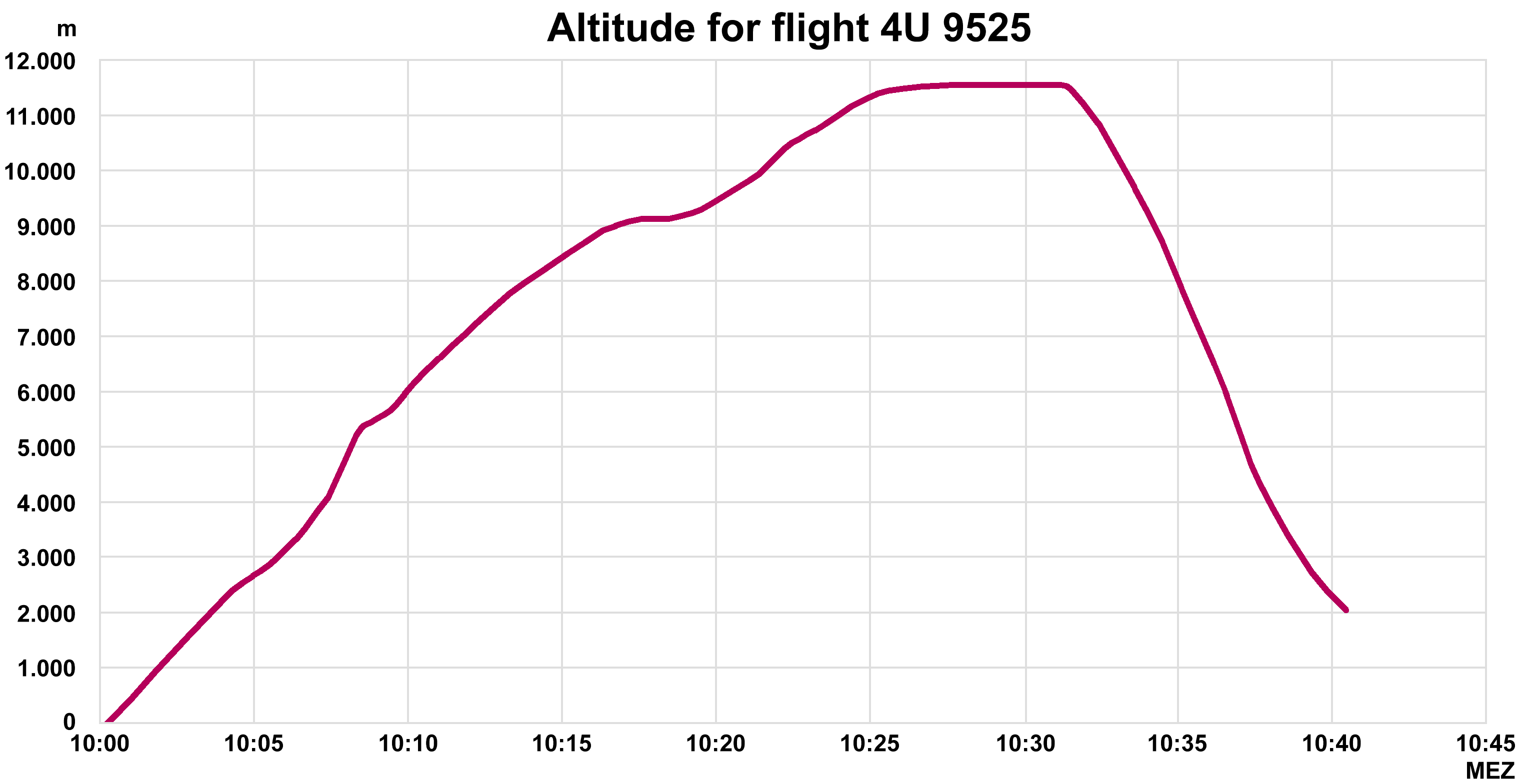
Altitudes en mètres du vol 9525 jusqu'à la perte de contact durant la descente.

Le contact radar est perdu à 9 h 40 min 47 s à une altitude de 6 175 pieds (1 880 mètres), alors que l'avion se trouve à près de 700 km/h,,,. Ce dernier s'écrase à 9 h 41 min 6 s contre une montagne dans la commune de Prads-Haute-Bléone, à environ quatre-vingt-cinq kilomètres au nord-ouest de Nice, dix minutes et quarante-deux secondes après la sortie du commandant de bord du poste de pilotage. Située à douze kilomètres du site de l'accident, une station sismologique du réseau Sismalp géré par l'Observatoire de Grenoble enregistre un événement sismique associé à l'impact. À 9 h 48, un avion militaire français Mirage 2000 est envoyé de la base aérienne d'Orange-Caritat pour chercher la trace de l'avion. Il arrive sur la zone où a été signalé l'Airbus A320 moins de quinze minutes plus tard et survole la zone de l'accident à 10 h 1.
Il s'agit de l'accident aérien le plus meurtrier en France depuis celui du vol Inex-Adria Aviopromet 1308, dans lequel 180 personnes sont mortes le 1er décembre 1981, et le troisième désastre aérien français le plus meurtrier de tous les temps, derrière le vol 1308 et le vol Turkish Airlines 981, le 3 mars 1974. Il s'agit du premier accident majeur d'un avion de ligne en France depuis celui du Concorde au décollage de l'aéroport de Paris-Charles-de-Gaulle le 25 juillet 2000.

## Organisation des secours

### Lieu de l'accident

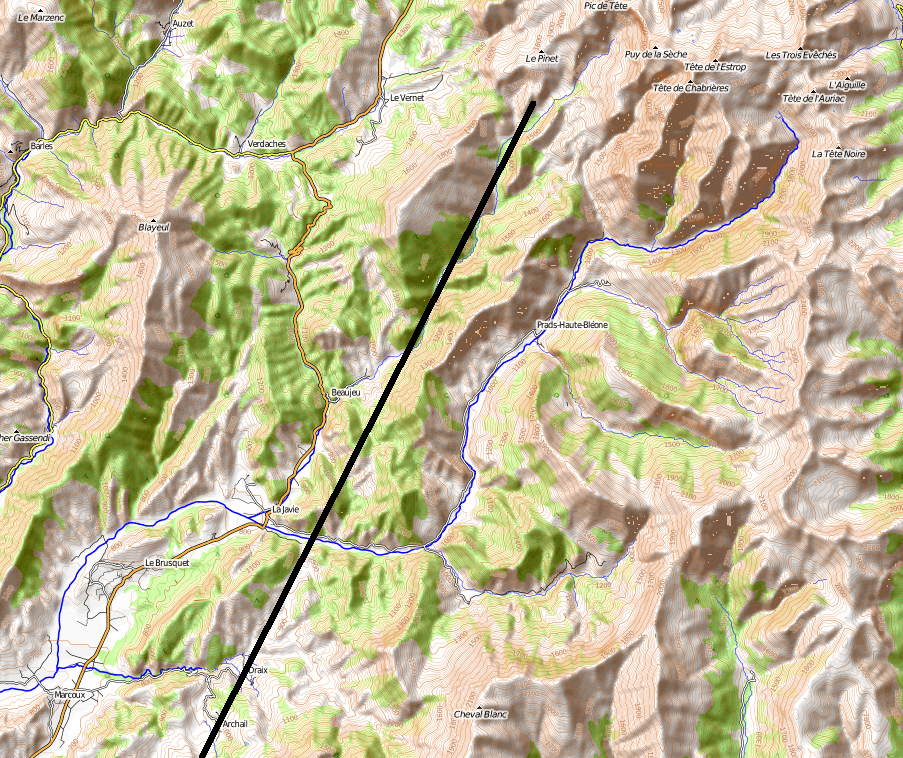
Trajectoire finale de l'avion.

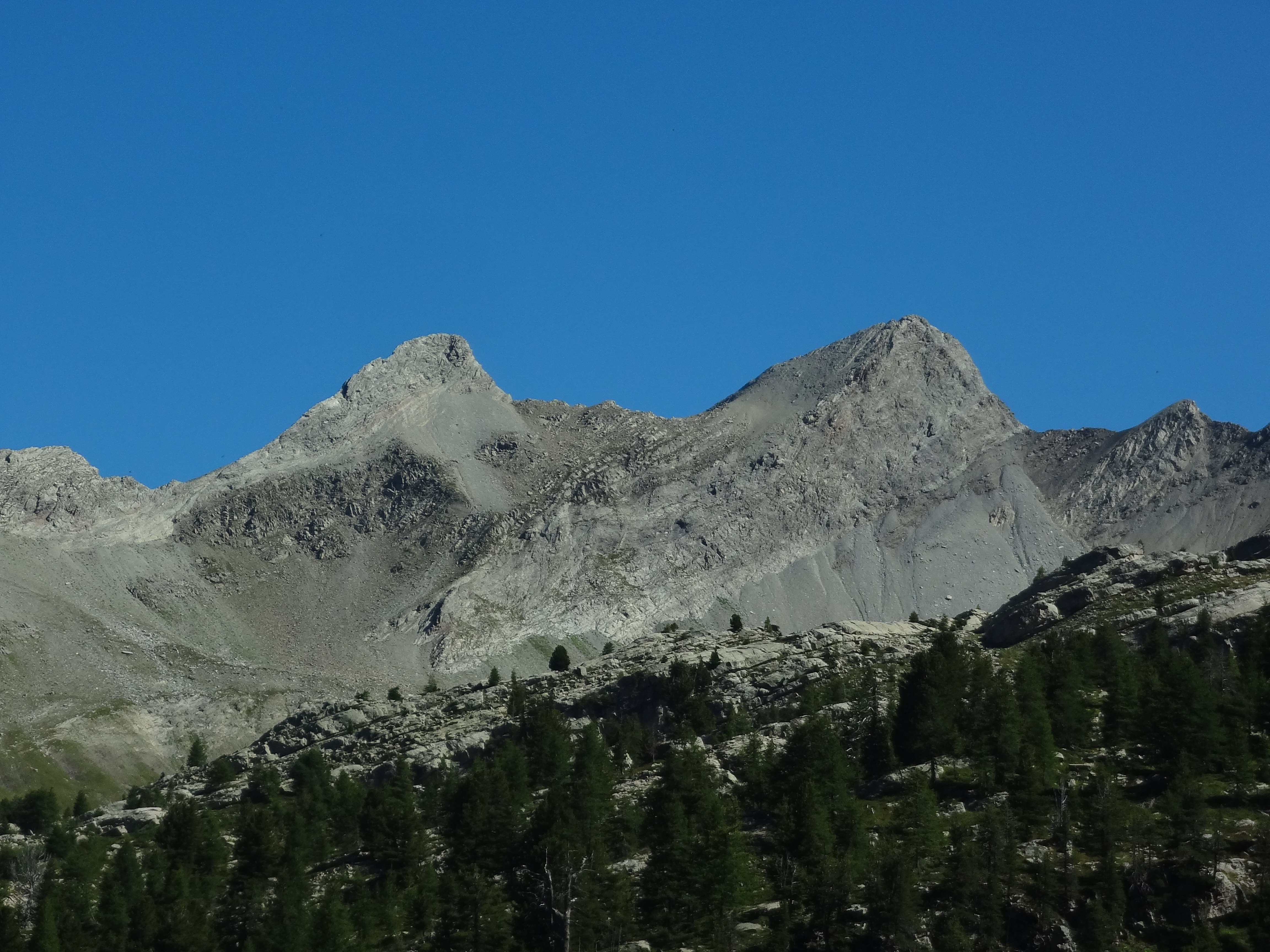
Le massif des Trois-Évêchés.

L'Airbus A320 s'écrase à environ 1 550 mètres d'altitude dans le massif des Trois-Évêchés des Alpes françaises, près du col de Mariaud, dans une zone connue sous le nom de ravin du Rosé, à quatre kilomètres à l'est de la commune du Vernet, sur le territoire de Prads-Haute-Bléone dans le département des Alpes-de-Haute-Provence (04),,. Il s'écrase sur le côté sud de la tête du Travers, un pic mineur dans le bas versant ouest de la tête de l'Estrop, tuant sur le coup toutes les personnes à bord,,.
L'avion touche un talus, « où la végétation a été arrachée, des troncs ont été déracinés, des branches d’arbres ont été rompues et le sol a été labouré », avant l'impact final contre un flanc de montagne abrupt,, constitué principalement de marnes noires. Il se désintègre à l'impact, réduit à l'état de petits débris éparpillés sur une surface de quelques hectares, les plus gros morceaux de l'épave « mesurent environ 3 à 4 mètres de long »,,. Le signal détecté par la station sismologique Sismalp, située à douze kilomètres, est peu énergétique, ce qui est probablement à mettre en relation avec la sédimentation très friable du relief,. Le site de l'accident se trouve à environ vingt kilomètres à l'ouest du mont Cimet, où le vol Air France 178 s'est écrasé en 1953,,.
La Gendarmerie nationale et la Sécurité civile envoient rapidement des hélicoptères pour localiser l'épave,. Un hélicoptère se pose près du lieu de l'accident et son personnel confirme qu'il n'y a aucun survivant,. L'équipe de recherche et de sauvetage signale que le champ de débris couvre environ 2 km2.

### Recherche aérienne et accès au site
Les contrôleurs aériens du centre de contrôle régional de Marseille, constatant la descente non autorisée et la perte de contact radio avec l'avion, contactent les autorités militaires qui déclenchent le décollage d'un Mirage 2000 de la base d'Orange, mais celui-ci n'arrive sur place qu'après l'accident,. Un hélicoptère de la Gendarmerie et un avion léger se trouvant en vol non loin de la zone complètent le premier dispositif d'urgence,,. Des hélicoptères de l’Armée de l’air, de la Gendarmerie et de la Sécurité civile sont envoyés à leur tour et parviennent sur le site après 11 heures,. Les autorités annoncent rapidement que les débris de l'avion ont été localisés et sont dispersés sur une zone étendue et difficile d'accès,,.
Le site n'est desservi par aucune route, et les secours ne peuvent s'y rendre qu'à pied ou par hélicoptère. Ces conditions, ainsi que la nature très escarpée du terrain, rendent difficile l'intervention des secours et des enquêteurs. Des moyens aériens importants sont mis en œuvre et permettent notamment de sécuriser les lieux pour rendre possible le travail d'enquête,. Un chemin est établi en urgence et, à partir du 30 mars, les secours peuvent se rendre sur place avec des véhicules terrestres, depuis la commune voisine du Vernet,. Débutées le 9 avril, les opérations de ramassage des débris sur le relief se terminent onze jours plus tard, le 20 avril, après leur rapatriement dans un hangar à Seyne-les-Alpes,.

### Moyens engagés

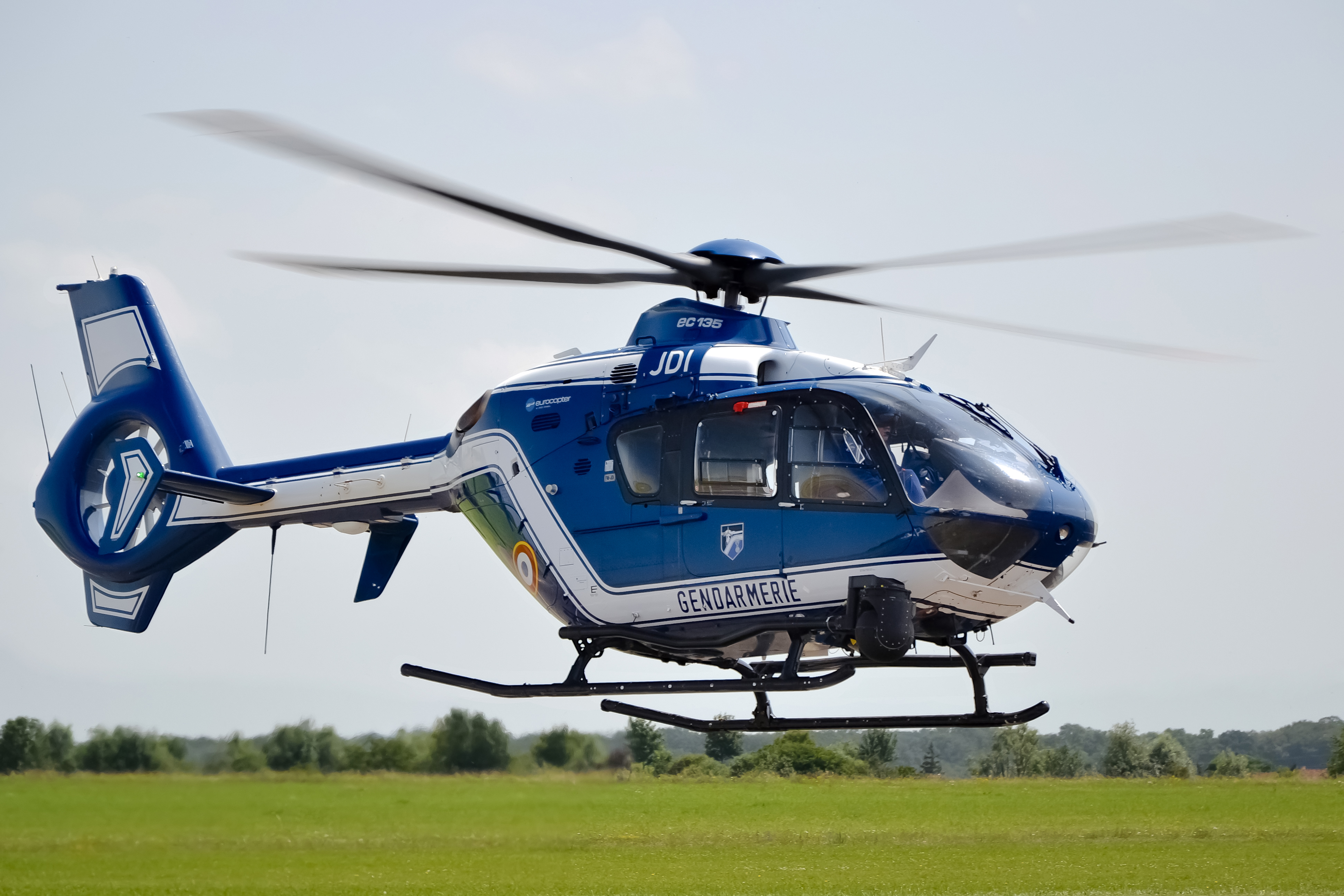
Un Eurocopter EC135 appartenant aux forces aériennes de la Gendarmerie nationale. Plusieurs hélicoptères de ce type sont utilisés durant les opérations de recherches et d'accès au site de l'accident.

Les moyens de secours, d'assistance et de sécurité déployés sont importants et comprennent notamment près de 380 sapeurs-pompiers mobilisés sur la zone, plus de 300 gendarmes dont des militaires du peloton de gendarmerie de haute montagne de Jausiers (Alpes-de-Haute-Provence) et de l'Institut de recherche criminelle de la Gendarmerie nationale (IRCGN), ainsi que plusieurs dizaines d'hélicoptères des forces aériennes de la Gendarmerie nationale, de l'Armée de l'air et de la Sécurité civile,,,. Des forces des Compagnies républicaines de sécurité (CRS), du service mobile d'urgence et de réanimation (SMUR) et de l'établissement de préparation et de réponse aux urgences sanitaires (EPRUS) sont également rapidement présentes sur place. De plus, un détachement du 4e régiment de chasseurs, basé à Gap (Hautes-Alpes), est également dépêché sur les lieux afin de sécuriser la zone.

## Réactions

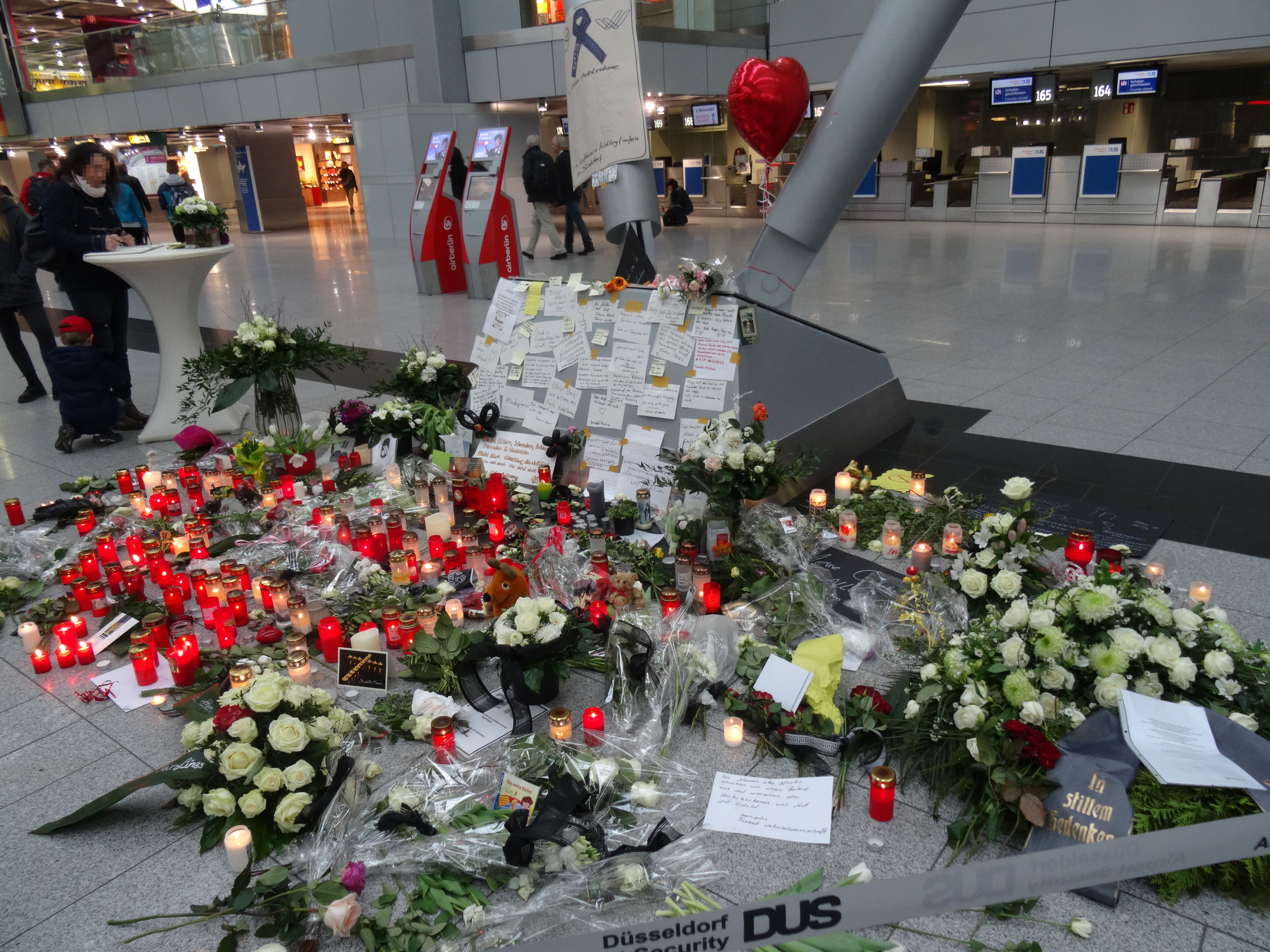
Des fleurs, bougies et cartes en hommage aux victimes à l'aéroport international de Düsseldorf, le 27 mars 2015.

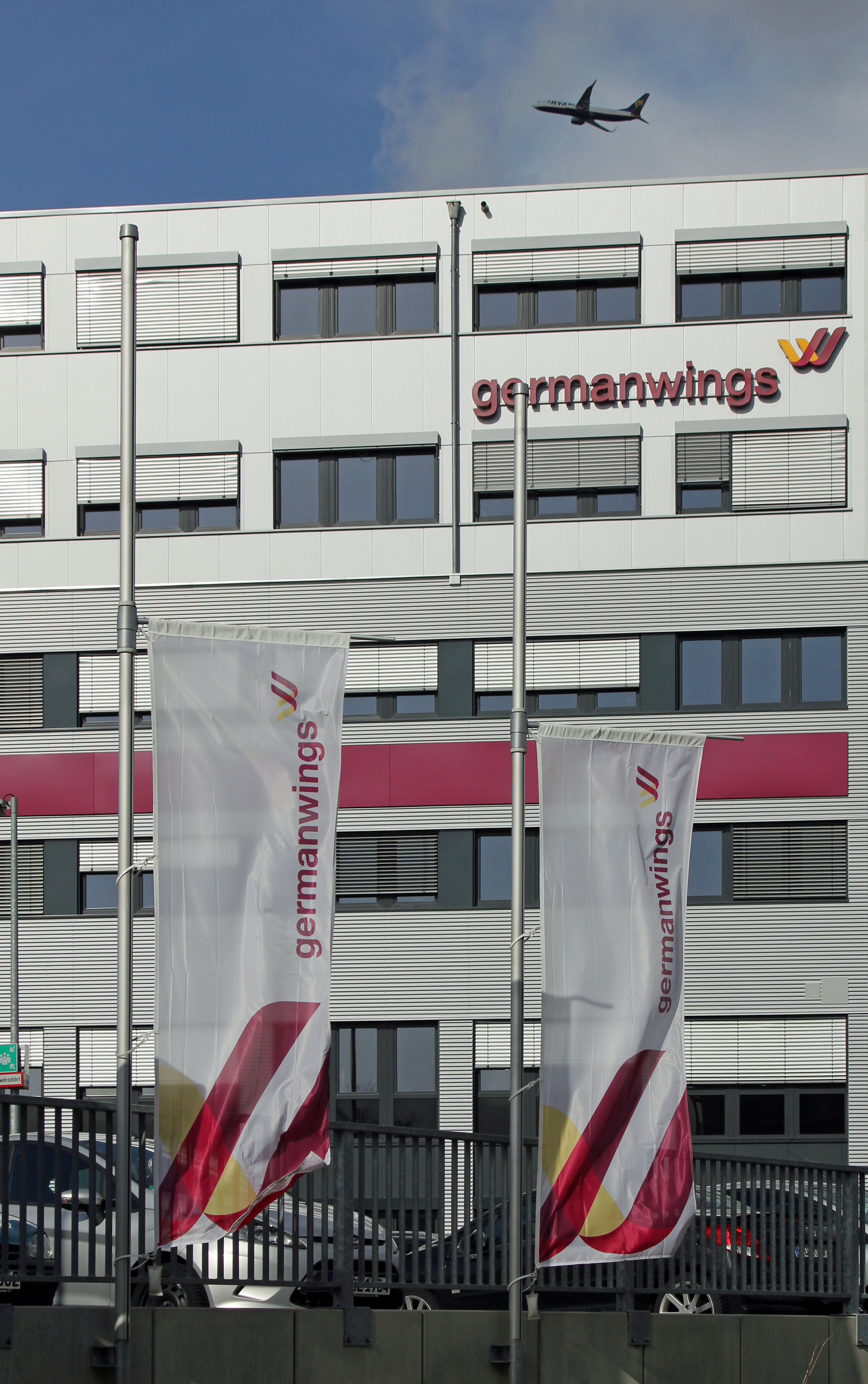
Des drapeaux en berne au siège de Germanwings à Cologne, le 1er avril 2015.

Dès la mi-journée du 24 mars, le président de la République française, François Hollande, ainsi que le secrétaire d'État aux Transports, Alain Vidalies, annoncent qu'il n'y a aucun survivant,. Un poste de commandement (PC) est installé à Seyne-les-Alpes, à quelques kilomètres du lieu de l'accident, où le ministre de l'Intérieur Bernard Cazeneuve ainsi que la ministre de l'Écologie Ségolène Royal se rendent le jour même,,,. Dans le même temps, une cellule de crise interministérielle se forme au palais de l'Élysée afin de coordonner les secours avec la présence du président de la République, du Premier ministre Manuel Valls et du roi d'Espagne Felipe VI, alors en visite d'État de trois jours en France,. Le lendemain de l'accident, François Hollande se rend sur place avec la chancelière fédérale d'Allemagne, Angela Merkel, et Mariano Rajoy, président du gouvernement d'Espagne.
Angela Merkel déclare le 26 mars : « C'est un crime qui a été perpétré contre les victimes, leurs familles et leurs proches ». Le roi d'Espagne Felipe VI et la reine Letizia présentent depuis la cour du palais de l'Élysée leurs condoléances pour les victimes, dont cinquante-et-une sont espagnoles,,. Bodo Klimpel, maire de la ville d'Haltern am See en Allemagne, réagissant à la mort de seize étudiants et deux enseignants originaires de la ville, déclare que les gens sont en « état de choc ».
Peu après l'accident, le pape François déclare « s’associer au deuil des familles » et évoque la mémoire des victimes de l'accident au cours de la prière de l’angélus du dimanche des Rameaux. Le 28 mars, une messe célébrée par Jean-Philippe Nault à la cathédrale Saint-Jérôme de Digne en hommage aux victimes réunit plus de cinq cents fidèles.
Le PDG de Lufthansa, Carsten Spohr, se rend sur les lieux de l'accident début avril et déclare qu'il s'agit du « jour le plus sombre pour Lufthansa dans ses soixante ans d'histoire ». Plusieurs vols de Germanwings sont annulés les 24 et 25 mars en raison du chagrin des pilotes à la suite de la perte de leurs collègues. La compagnie aérienne retire le numéro de vol 4U9525, le changeant en 4U9441, le numéro du vol aller passant de 4U9524 à 4U9440.

## Victimes

### Passagers
| Nationalité | Passagers | Équipage | Total |
| ----------- | --------- | -------- | ----- |
| Allemagne   | 66        | 6        | 72    |
| Espagne     | 51        | -        | 51    |
| Argentine   | 3         | -        | 3     |
| États-Unis  | 3         | -        | 3     |
| Kazakhstan  | 3         | -        | 3     |
| Royaume-Uni | 3         | -        | 3     |
| Australie   | 2         | -        | 2     |
| Colombie    | 2         | -        | 2     |
| Iran        | 2         | -        | 2     |
| Japon       | 2         | -        | 2     |
| Maroc       | 2         | -        | 2     |
| Mexique     | 2         | -        | 2     |
| Venezuela   | 2         | -        | 2     |
| Belgique    | 1         | -        | 1     |
| Chili       | 1         | -        | 1     |
| Danemark    | 1         | -        | 1     |
| Israël      | 1         | -        | 1     |
| Pays-Bas    | 1         | -        | 1     |

L'avion transportait 144 passagers et six membres d'équipage (deux pilotes et quatre membres d'équipage de cabine) originaires de dix-huit pays, principalement d'Allemagne et d'Espagne,,,. Le 31 mars 2015, les autorités annoncent la fin de l’évacuation des restes des victimes de la zone de l'impact. Toutes les victimes sont identifiées par l'Institut de recherche criminelle de la Gendarmerie nationale (IRCGN), à l'issue des recherches menées sur les lieux par l'Unité nationale d'identification des victimes de catastrophes (UNIVC), comprenant à la fois des gendarmes et des policiers,,.
Parmi les 150 personnes à bord se trouvaient soixante-douze Allemands, cinquante-et-un Espagnols, et vingt-sept autres personnes de seize pays différents. Les passagers comprenaient le baryton allemand Oleg Bryjak, ainsi que la contralto allemande Maria Radner, son mari et son fils en bas âge. Une classe de seize lycéens allemands et leurs deux professeurs, originaires du lycée Joseph-König d'Haltern am See, en Rhénanie-du-Nord-Westphalie, de retour d’un échange linguistique à Llinars del Vallès, étaient également présents dans l’avion,. Les restes des seize écoliers et de leurs deux enseignants arrivent dans leur ville natale d'Haltern pour être enterrés deux mois et demi après l'accident,,. Les résidents tenaient des roses blanches alors que les corbillards passaient devant l'école, où dix-huit arbres — un pour chaque victime — ont été plantés en leur mémoire.

### Commandant de bord
Le commandant de bord Patrick Sondenheimer, âgé de 34 ans, était un pilote expérimenté volant sur Airbus A320 pour Germanwings, Lufthansa et Condor, et comptait plus de 6 760 heures de vol à son actif, dont 3 811 sur A320,,.

### Copilote
Andreas Lubitz naît le 18 décembre 1987 et grandit à Neubourg-sur-le-Danube, en Bavière, ainsi qu'à Montabaur, dans le Land allemand de Rhénanie-Palatinat. Au cours de sa jeunesse, il suit des cours de pilotage au Luftsportclub Westerwald, un aéro-club de Montabaur,.
Sélectionné par Lufthansa, il entame en septembre 2008 une formation de pilote de ligne à l'école de pilotage de la compagnie à Brême, en Allemagne,,,. Comme tous les pilotes, il passe régulièrement une visite médicale pour renouveler son certificat médical de classe 1,,.
Pour « raisons médicales », il interrompt sa formation le 5 novembre suivant, pendant neuf mois et demi,. Il souffre alors d'une dépression et prend des médicaments pour la traiter. En juillet 2009, le renouvellement de son certificat médical est refusé par le centre médical de Lufthansa, avant d'être accordé, peu après l'arrêt de son traitement, avec une mention signalant la nécessité d'« examens médicaux spécifiques réguliers » et « une réserve indiquant qu’il deviendrait non valide en cas de rechute dépressive ». Après que son psychiatre détermine que l'épisode dépressif est résolu, Lubitz retourne à l'école de la compagnie en août 2009,.
Diplômé de sa licence de pilote de ligne (ATPL) en octobre 2010, il poursuit sa formation de novembre 2010 à mars 2011 à Phoenix aux États-Unis. Embauché comme steward par Lufthansa en juin 2011, il obtient sa qualification de type sur Airbus A320 en décembre 2013, puis effectue son stage d'adaptation en ligne (AEL) à Germanwings, où il est nommé copilote en juin 2014. Il connaissait la région où a eu lieu l'accident pour l'avoir survolée en planeur lors d'un stage à Sisteron avec son aéro-club quelques années plus tôt. Âgé de 27 ans au moment de l'accident, il totalise 919 heures de vol à son actif, dont 540 sur A320.

## Enquête technique

### Intervenants
Le Bureau d'enquêtes et d'analyses pour la sécurité de l'aviation civile (BEA) se retrouve chargé de l'enquête technique, associé à ses homologues allemand du BFU, espagnol du CIAIAC, britannique de l'AAIB et américain du NTSB. Sept de ses enquêteurs se rendent sur place dès le lendemain de l'accident,. Plusieurs autres conseillers assistent également l'enquête, notamment des membres de l'Agence européenne de la sécurité aérienne (AESA), de la Direction générale de l'Aviation civile (DGAC), de Snecma, d'Airbus, ainsi que d'autres conseillers techniques, médecins ou psychiatres de divers pays. À la demande des autorités françaises, Interpol envoie une équipe de spécialistes, notamment pour aider à l'identification des victimes. Le BEA reçoit également l'assistance du Federal Bureau of Investigation (FBI) des États-Unis.

### Verrouillage de la porte du poste de pilotage

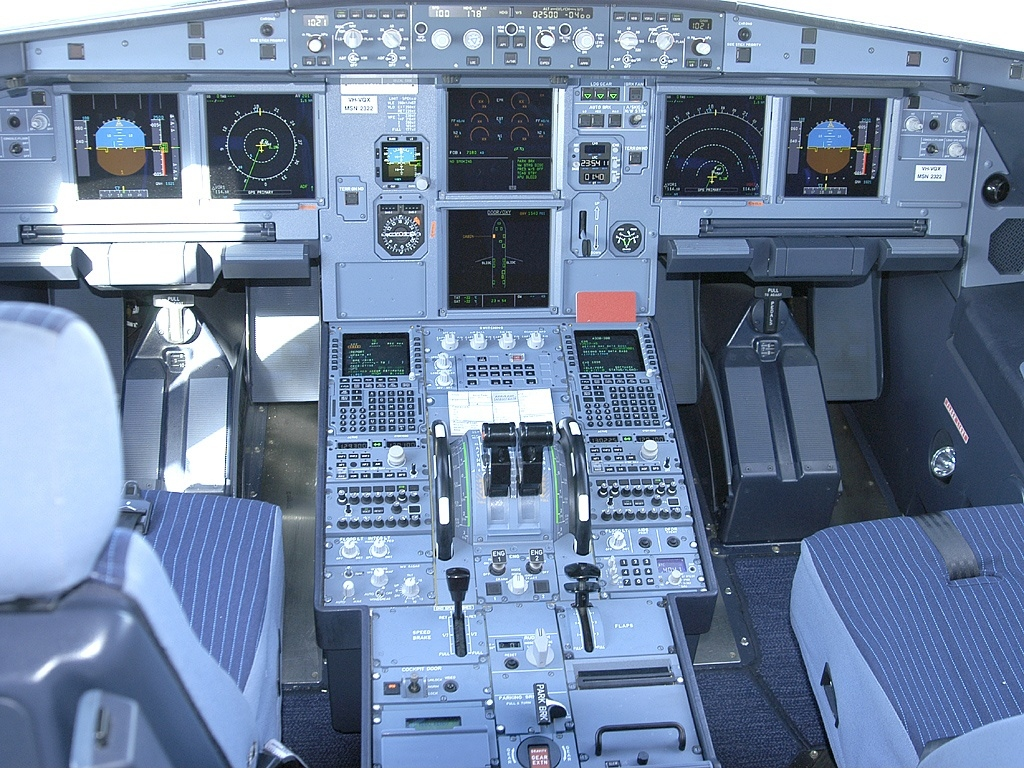
Poste de pilotage d'un Airbus A320. Les pilotes disposent d'un interrupteur pour verrouiller ou déverrouiller la porte (« Cockpit Door »). Il se situe en bas à gauche du piédestal, sous le levier de commande des aérofreins (« Speed Brake »).

Depuis les attentats du 11 septembre 2001, les portes des postes de pilotage des avions de ligne sont renforcées et blindées, rendant impossible toute intrusion depuis l'extérieur lorsque cette dernière est verrouillée,,,,. Sur l'Airbus A320, le système de verrouillage est contrôlé électriquement depuis l'intérieur du cockpit et comporte plusieurs étapes indispensables dans le processus d'ouverture de la porte. Premièrement, un clavier numérique à douze touches permet à l'équipage de demander l'accès depuis la cabine. De plus, « des interphones sont présents dans le compartiment passager pour permettre à l’équipage commercial et technique de communiquer durant le vol ». Un interrupteur à trois positions (« Unlock », « Norm », « Lock »), présent dans le cockpit, permet aux pilotes d'autoriser ou de refuser l'entrée, en déverrouillant ou bloquant la porte,. Enfin, un système sonore et de vidéosurveillance permettent de prévenir les pilotes ainsi que d'apporter une identification visuelle sur la personne demandant l'accès au cockpit.
Dans le cas où un pilote sélectionne la position « Lock », la porte reste verrouillée, arrêtant le signal sonore et affichant une diode rouge sur le clavier numérique dans la cabine. L'utilisation du clavier est alors désactivée pendant cinq minutes, moment auquel il redevient possible de faire une demande d'accès en composant le code prévu à cet effet. Pendant cette période, si le pilote sélectionne la position « Unlock » sur l'interrupteur du cockpit, la porte se déverrouille immédiatement, mais s'il décide de poursuivre sa décision de refuser l'accès, toute entrée est impossible. Un code d'urgence est néanmoins prévu en cas de suspicion d'incapacité de l'équipage. Ce code commande un signal sonore qui retentit pendant quinze secondes dans le cockpit et si aucune réponse n'est apportée, la porte se déverrouille pendant cinq secondes. Toutefois, si une personne présente aux commandes ne souhaite pas accorder l'accès d'urgence, elle peut commander l'interrupteur de la porte pour que celle-ci reste bloquée,,.
Germanwings n'a pas souhaité « donner de détails pour des raisons de sécurité » sur la présence ou non d'une hache ou d'un pied-de-biche en cabine qui auraient pu servir à l'équipage pour forcer la porte. Selon les enregistrements du vol écoutés et publiés par le quotidien allemand Bild, les passagers ont pu se rendre compte de la situation environ cinq minutes avant l'impact, le commandant de bord frappant de plus en plus fort et criant « ouvre cette foutue porte ! »,.

### Enregistreurs de vol
Le jour de l'accident, les autorités annoncent avoir retrouvé l'enregistreur phonique du poste de pilotage (CVR) parmi les débris,,,,. Il est transféré dans les locaux du BEA, au Bourget, près de Paris, le lendemain,,. Le CVR, qui enregistre les conversations ainsi que les sons du poste de pilotage et possède une capacité d'environ deux heures et demie d'enregistrement, a été fortement endommagé par l'impact, mais les données sont restées utilisables,,. Au cours de son analyse, il apparaît qu'un bruit de respiration, attribué au copilote par comparaison des différentes pistes audio, est présent « jusqu’à sept secondes avant la collision avec le relief »,.
La semaine suivante, Brice Robin, le procureur de la République du tribunal de grande instance de Marseille, annonce que l'enregistreur de données de vol (FDR), noirci par le feu mais toujours exploitable, a également été retrouvé,. Il est transféré dans les locaux du BEA le 2 avril. Ce boîtier, encore plus gravement endommagé que le CVR, a quand même pu fournir toutes ses données aux enquêteurs. D'une capacité d'environ vingt-cinq heures, il enregistre plus de 600 paramètres concernant les systèmes et le fonctionnement de l'avion. Selon le BEA, « l’examen des données enregistrées n’a pas mis en évidence de pannes ou d’anomalies susceptibles d’avoir contribué à l’accident ». Rapidement, le procureur suppose que l'hypothèse la plus plausible est que « le copilote a eu la volonté de détruire l'avion ».

### Vol précédent
L'enregistreur de données de vol (FDR) a conservé l'intégralité des paramètres du vol précédant l'accident, et les cinquante dernières minutes de ce vol ont été captées sur l'enregistreur phonique (CVR). Lors du vol aller, reliant Düsseldorf à Barcelone, effectué deux heures avant le décollage du vol retour et avec le même équipage, des événements troublants se sont déroulés.
L'analyse des données montre qu'au cours de ce vol, juste avant le début de la descente vers Barcelone, le commandant de bord quitte également le poste de pilotage pendant cinq minutes environ. Pendant son absence, le copilote entame normalement la descente vers le niveau de vol demandé par le contrôleur aérien. Cependant, il positionne à plusieurs reprises à cent pieds (trente mètres) le sélecteur d'altitude du pilote automatique, avant de le rétablir à une valeur normale quelques secondes avant que le commandant de bord ne demande l'ouverture de la porte,,. Celle-ci est déverrouillée quatorze secondes plus tard, puis le vol se poursuit normalement jusqu'à l'atterrissage. Le BEA, dans son rapport final sur l'accident, conclut que « les actions sur le système de pilotage automatique au cours du premier vol de la journée peuvent être interprétées comme étant une répétition du suicide ».

### Situation du copilote

#### État de santé
Selon un membre de l'équipe d'enquête, Andreas Lubitz souffrait d'un « syndrome subjectif (psychosomatique) sévère de burnout » et selon le procureur de Düsseldorf, « il a eu des tendances suicidaires dans le passé »,,. Il avait le sentiment de perdre la vue, ce qui risquait de compromettre son avenir en tant que pilote, même si plusieurs spécialistes ne lui ont diagnostiqué aucun problème à ce niveau,,. Il a consulté sept fois dans le dernier mois (un généraliste, trois fois un psychiatre et trois fois un ophtalmologue) et quarante-et-un médecins différents dans les cinq dernières années avant l'accident. Motivé par la crainte que la cécité lui fasse perdre sa licence de pilote, l'analyse de sa tablette numérique personnelle montre, selon les procureurs allemands, qu'il a commencé peu avant l'accident à mener des recherches en ligne sur les méthodes de suicide et sur les portes des postes de pilotage,,,.
Les enquêteurs ont trouvé dans son appartement des ordonnances pour des médicaments prescrits pour des troubles bipolaires, ainsi que de grandes quantités de somnifères. Il prenait un anxiolytique, le lorazépam, ainsi qu'un antidépresseur, l’agomélatine (molécule « soupçonnée par la revue médicale Prescrire de provoquer des comportements suicidaires et agressifs ») — des traitements qui, selon le professeur Bernard Debré, urologue et notamment diplômé de médecine aéronautique, sont « sans doute responsables » de son passage à l'acte,. De plus, les enquêteurs ont notamment retrouvé à son domicile des certificats d'incapacité de travail déchirés,. Selon des éléments fournis par le parquet allemand de Düsseldorf, un arrêt maladie lui avait été prescrit pour le jour du drame mais il n'en avait pas informé son employeur,,.
Avant même le début de sa formation avec Lufthansa, en août 2008, Andreas Lubitz commence à souffrir « d’un épisode dépressif grave sans symptômes psychotiques ». Peu après, il est hospitalisé alors qu'il a des idées suicidaires,. En juillet 2009, après plusieurs traitements médicamenteux et psychothérapeutiques contre la dépression, son psychiatre le déclare comme ayant « complètement récupéré ». Par la suite, son certificat médical de classe 1, indispensable pour le pilotage, est renouvelé chaque année entre 2010 et 2014. Au courant de ses antécédents médicaux, les médecins aéronautiques qui ont examiné Andreas Lubitz lors d'entretiens n'ont pas décelé de préoccupations concernant son comportement durant cette période. À partir de décembre 2014, il « commence à présenter des symptômes qui pourraient être associés à un épisode dépressif psychotique » et recommence un traitement contre la dépression après avoir consulté plusieurs médecins et psychiatres. Toutefois, il ne contacte aucun médecin aéronautique « entre le début de la diminution de son aptitude physique et mentale en décembre 2014 et le jour de l’accident ». Durant cette période de plusieurs mois, aucune préoccupation n'est soulevée lors de ses nombreux vols avec d'autres pilotes et aucune demande n'est effectuée de sa part aux programmes de soutien aux équipages proposés par la compagnie. Le 17 février 2015, près d'un mois avant l'accident, un avis d'arrêt de travail de huit jours lui est délivré, mais il ne transmet pas l'information à Germanwings.
Durant le mois précédant le drame, son psychiatre lui prescrit de la mirtazapine, une molécule utilisée principalement pour le traitement de la dépression sévère et qui peut comporter comme effet secondaire des idées suicidaires. Les 9, 12 et 18 mars, trois nouveaux avis d'arrêt de travail ne sont pas transmis à Germanwings. La réglementation allemande imposait alors que, pour des raisons de secret professionnel, « si le titulaire d’un certificat médical contacte son médecin de famille ou un autre médecin, qui détecte une maladie non compatible avec les fonctions de pilote ou avec la sécurité des vols, le médecin contacté n’a pas l’obligation d’informer l’examinateur aéromedical responsable, ni l’employeur, ni l’autorité de l’aviation » et il revient donc au patient lui-même, en l'occurrence le copilote, de transmettre ces avis à son employeur,. Pendant ce temps, un médecin lui conseille une « orientation vers un traitement en hôpital psychiatrique en raison d’une possible psychose » et trois nouvelles molécules pharmaceutiques lui sont prescrites dans les dix jours précédents l'accident,. L'examen toxicologique des tissus biologiques retrouvés du copilote révèle en effet la présence de plusieurs substances antidépressives (citalopram et mirtazapine) ainsi que des somnifères (zopiclone). Dans son rapport final, le BEA conclut :

« La majorité des experts consultés par le BEA ont admis que les informations médicales limitées peuvent être compatibles avec un épisode dépressif psychotique apparu chez le copilote en décembre 2014 et qui a duré jusqu’au jour de l’accident. D’autres formes de maladie mentale ne peuvent être exclues et un trouble de la personnalité est aussi une possibilité.
Le jour de l’accident, le pilote souffrait toujours d’un trouble psychiatrique […] et prenait des médicaments psychotropes. Cela le rendait inapte à voler. Aucune action n’a pu être prise par les autorités et/ou son employeur pour l’empêcher de voler le jour de l’accident, car ils n’ont pas été informés ni par le copilote lui-même, ni par quiconque, médecin, collègue ou membre de la famille. ».

— Bureau d'enquêtes et d'analyses pour la sécurité de l'aviation civile, Rapport n° BEA2015-0125

#### Analyse psychologique et qualification de l'acte
L'action du copilote Andreas Lubitz est décrite par certains psychologues non pas comme le suicide d'un individu dépressif mais comme une tuerie de masse,,. Andreas Reif, professeur en psychiatrie à l'université de Francfort, évoque ainsi un acte similaire à celui des tueries en milieu scolaire et résume : « Le fait qu’Andreas Lubitz ait entraîné tant de personnes dans la mort et que ces personnes aient presque toutes été inconnues parle contre le suicide élargi ». Pour Jean-Pierre Bouchard, psychologue, le fait que Lubitz aurait prémédité son acte en fait un tueur de masse. Pour Michèle Agrapart, psycho-criminologue, « c'est de la perversion, du sadisme, soit des traits de personnalité d'un tueur de masse » et avance le rôle qu'auraient pu jouer les antidépresseurs dans son passage à l'acte. Pour Olivier Hassid, directeur de la revue Sécurité & Stratégie, cet acte est similaire à d'autres commis par des pilotes tels que ceux ayant provoqué les accidents des vols Silk Air 185 ou Royal Air Maroc 630. Selon le psychiatre et psychanalyste Serge Hefez, quels que soient les antécédents psychologiques de Lubitz, « tout un chacun n’assassine pas 149 personnes en se suicidant en dehors d’un contexte de guerre et tout en déclarant : « je vais faire quelque chose qui va changer le système. Tout le monde connaîtra mon nom. ». Nous sommes dans le cadre d’un acte délirant, d’un sentiment de mégalomanie, d’une revendication paranoïaque à la reconnaissance, d’une tentation de toute-puissance. ».

### Conclusions
Le rapport final du Bureau d'enquêtes et d'analyses pour la sécurité de l'aviation civile (BEA), publié le 13 mars 2016, près d'un an après le drame, permet de déterminer que l'accident a bien été délibérément causé par le copilote,,. Il détermine notamment la séquence des événements :

« Au cours de la croisière lors du deuxième vol de la journée, le copilote a attendu d’être seul en poste. Il a alors volontairement modifié les réglages du pilote automatique pour commander la descente de l’avion jusqu’à la collision avec le relief. Il a maintenu la porte du poste de pilotage verrouillée pendant la descente, malgré les demandes d’accès via le clavier numérique et l’interphone de la cabine. Il n’a pas répondu aux appels des contrôleurs de la circulation aérienne civile ou militaire, ni aux coups sur la porte, possiblement en raison de la constriction cognitive fréquente chez les personnes qui se suicident. La structure renforcée des portes du poste de pilotage, conçues pour des raisons de sécurité pour résister à la pénétration, ne pouvait être forcée de l’extérieur pour permettre à quelqu’un d’entrer avant que l’aéronef ne percute le relief dans les Alpes françaises. ».

— Bureau d'enquêtes et d'analyses pour la sécurité de l'aviation civile, Rapport n° BEA2015-0125
Finalement, le BEA détermine la cause de l'accident du vol Germanwings 9525 :

« La collision avec le sol est due à l’action délibérée et planifiée du copilote qui a décidé de se suicider lorsqu’il était seul dans le poste de pilotage. Le processus de certification médicale des pilotes, en particulier l’auto-déclaration en cas de diminution de l’aptitude médicale entre deux évaluations médicales périodiques, n’a pas permis d’empêcher le copilote, qui connaissait des troubles mentaux avec des symptômes psychotiques, d’exercer les privilèges de sa licence. ».

— Bureau d'enquêtes et d'analyses pour la sécurité de l'aviation civile, Rapport n° BEA2015-0125
De plus, trois facteurs ayant contribué à l'accident sont identifiés par le BEA : « La crainte probable du copilote de perdre sa capacité de voler en tant que pilote professionnel s’il avait signalé une diminution de son aptitude médicale », « les conséquences financières potentielles résultant de l’absence d’assurance spécifique couvrant les risques de perte de revenus en cas d’incapacité de voler », ainsi que « l’absence de lignes directrices claires dans la réglementation allemande concernant le moment où une menace pour la sécurité du public l’emporte sur les exigences de secret médical ».
Dix recommandations de sécurité sont émises par le BEA à la suite de l'accident et de la publication du rapport final,. Elles sont adressées à l'Agence européenne de la sécurité aérienne (AESA), à la Commission européenne, à l'Association du transport aérien international (IATA), à l'Organisation mondiale de la santé (OMS), au ministère fédéral des Transports allemand (BMVI) ainsi qu'à l'Ordre des médecins d'Allemagne (BÄK). Elles concernent notamment le développement accentué des programmes de soutien psychologique aux pilotes, la nécessité de trouver un équilibre entre le secret médical et la sécurité publique ou encore l’évaluation médicale renforcée des pilotes présentant des problèmes de santé mentale,,.

## Études

### Prise d'antidépresseurs chez les pilotes
Plusieurs études démontrent que l'utilisation d'antidépresseurs du type des inhibiteurs sélectifs de la recapture de la sérotonine (ISRS) peut représenter un danger pour l'aviation. Dans une étude publiée en 2003, puis confirmée en 2007, le Civil Aerospace Medical Institute (CAMI) de la Federal Aviation Administration (FAA), a étudié les cas de présence de substances antidépressives dans les corps de pilotes décédés dans des accidents d'aviation civile (91,8 % des cas en aviation générale) aux États-Unis, sur la période 1990-2001,. Parmi les 4 184 échantillons analysés, 61 se sont révélés positifs aux ISRS, soit 1,46 % des résultats,. Après analyse des dossiers médicaux de ces pilotes, il apparaît que seulement sept d'entre eux ont déclaré à la médecine aéronautique qu'ils avaient été diagnostiqué avec des troubles psychologiques et que trois ont effectivement déclaré prendre des ISRS, soit à peine 5 % des pilotes retrouvés avec des antidépresseurs dans les tissus biologiques,. De plus, comme le confirme le BEA : « Lors d’examens ultérieurs précédant les accidents, six des sept pilotes avaient indiqué qu’ils ne présentaient plus ces conditions psychologiques et ne prenaient plus d’ISRS ». Selon les échantillons analysés dans l'étude, 88 % des pilotes n'ont donc aucunement fait part de leurs prises de médicaments lors d'examens médicaux, alors que le Conseil national de la sécurité des transports américain (NTSB) a révélé que « l'utilisation d'ISRS a été un facteur contributif dans au moins 9 des 61 accidents ».
Une autre étude de l'Aerospace Medical Association (AsMA) détermine cependant que « certains pilotes ayant des symptômes dépressifs contrôlés par des médicaments antidépresseurs (et faisant l’objet d’un suivi rigoureux par des psychiatres compétents) peuvent voler en toute sécurité ». Finalement, les études du CAMI confirment notamment que « le nombre d'accidents liés aux ISRS était faible et les concentrations sanguines dans les décès associés aux pilotes variaient de niveaux sous-thérapeutiques à toxiques, [mais, dans la grande majorité des cas] les ISRS ont été utilisés par les aviateurs mais n'ont pas été rapportés au cours de leurs derniers examens aéromédicaux »,.

### Cas de suicide par pilote
Plusieurs études ont été menées sur l'analyse des cas de suicide par pilote au cours des dernières décennies,,,. Bien que des chiffres définitifs soient difficiles à obtenir, des conclusions peuvent être tirées, en particulier sur le fait que les suicides assistés par avion (« aircraft-assisted suicide ») restent un phénomène très rare, qui concernent en grande majorité l'aviation générale avec un pilote seul à bord,,. Les dernières études supposent une estimation de l'ordre de 0,33 % de cas de suicide dans les accidents aériens mortels aux États-Unis sur une période de vingt ans (1993-2012),, « un chiffre qui prend en compte tous les accidents mortels dans le domaine aérien, notamment ceux impliquant des petits avions monoplaces ou biplaces, plus concernés par ces suicides »,. Toutefois, dans la plupart des cas, les motivations des auteurs restent difficiles à déterminer et les conclusions des enquêtes peuvent diverger.
La base de données de l'Aviation Safety Network, qui compile les accidents et incidents aériens, répertorie six cas (comprenant celui de Germanwings) avérés ou hautement probables de pilote de ligne écrasant volontairement leur appareil depuis 1982, ayant entraîné la mort de 572 personnes,. Dans au moins la moitié des cas, le pilote effectuant l'acte de sabotage a attendu d'être seul dans le poste de pilotage. Les facteurs associés comprennent principalement les crises juridiques et financières, les conflits professionnels, la maladie mentale ou encore le stress relationnel. Une étude publiée en 2018 dans le journal Frontiers in Psychiatry conclut que « les pilotes de ligne peuvent souffrir de dépression au moins aussi souvent que la population générale. [Ils] sont confrontés à des facteurs de stress professionnels, tels que des rythmes circadiens perturbés et de la fatigue qui peuvent augmenter les risques de développer des troubles de l'humeur. […] Il apparaît clairement nécessaire de mener d'autres études de meilleure qualité pour mieux comprendre la santé mentale des pilotes de ligne ».

## Conséquences

### Nombre de personnes dans le cockpit

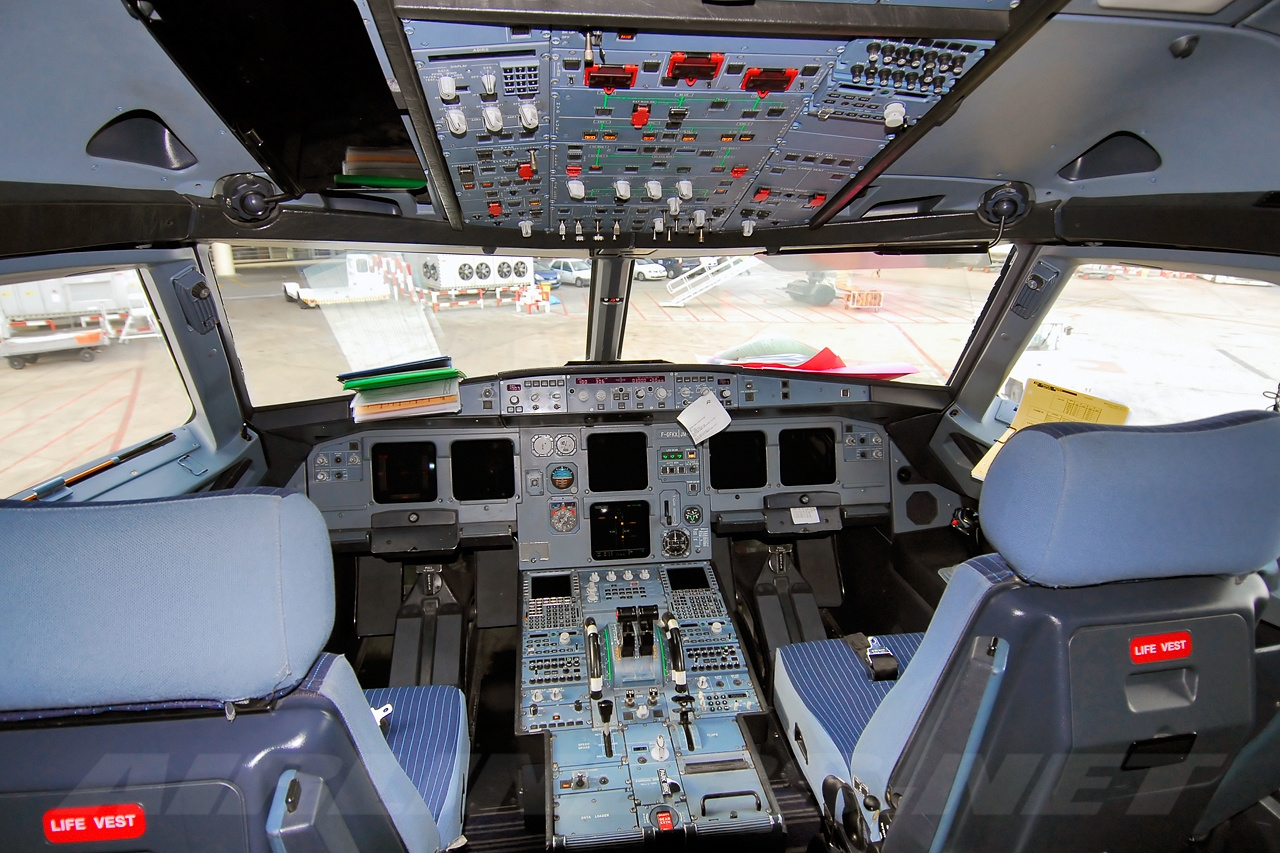
Poste de pilotage d'un Airbus A320 d'Air France.

Au cours des années 1970 et 1980, la modernisation des appareils conduit peu à peu à la disparition du poste de mécanicien navigant, à une époque où un équipage comprenait trois membres dans le poste de pilotage,. Cette conséquence de l'évolution technologique avait déclenché l'opposition de plusieurs syndicats de pilotes et, selon plusieurs médias, l'accident de Germanwings a « fait ressurgir le débat sur le pilotage à deux ».
D'un autre côté, l'accident du vol 9525 résulte indirectement de la restriction d'accès qui a permis au copilote de rester seul aux commandes. Au moment de l'accident, la réglementation aux États-Unis impose déjà aux grandes compagnies américaines la présence d'au moins deux personnes à tout moment dans le cockpit,,. Si l'un des deux pilotes doit s'absenter pour se rendre aux toilettes ou pour régler un problème en cabine, un autre membre de l'équipage est appelé dans le poste de pilotage avec le pilote restant,,.
En réponse à l'accident et aux circonstances de l'implication du copilote, les autorités aéronautiques de certains pays mettent en œuvre de nouvelles réglementations qui exigent la présence de deux membres du personnel autorisé dans le cockpit en permanence pendant le vol,,,. Le 26 mars 2015, des compagnies aériennes européennes comme EasyJet, Norwegian Air Shuttle et Icelandair, annoncent que la « règle des quatre yeux » ou « deux personnes dans le cockpit » entrera en vigueur le jour même ou le lendemain,,. À son tour, Lufthansa adopte la règle dans les jours qui suivent,. Dans le même temps, le gouvernement du Canada ainsi que le gouvernement de l'Australie imposent à toutes les compagnies aériennes de leur pays d'appliquer cette mesure,,,. Le 27 mars, dans un bulletin d'information de sécurité, l'Agence européenne de la sécurité aérienne (AESA) émet une recommandation, :

« L'Agence recommande aux exploitants de réévaluer les risques de sécurité et de sûreté liés au fait qu'un membre du personnel navigant technique quitte le cockpit en raison de besoins opérationnels ou physiologiques pendant les phases non-critiques du vol. Sur la base de cette évaluation, il est recommandé aux opérateurs de mettre en œuvre les procédures nécessaires pour assurer la présence dans le cockpit d'au moins deux personnes autorisées […] en permanence, ou d'autres mesures équivalentes afin de limiter les risques. ».

— European Aviation Safety Agency, Safety Information Bulletin no 2015-04
Le même jour, la Direction générale de l'Aviation civile (DGAC) demande aux opérateurs français d'appliquer la recommandation et Air France informe qu'elle prévoit de la mettre en œuvre « dans les meilleurs délais »,,. Dans un communiqué du 28 mars, le Syndicat national des pilotes de ligne (SNPL) déclare qu'il « partage l’impérieuse nécessité de tirer les enseignements de tout accident afin de trouver les voies d’amélioration de la sécurité aérienne, [mais] exprime toutes ses réserves sur la pertinence d’une recommandation prématurée qui pose nombre de questions et qui induit de nouvelles menaces ».
En juillet 2016, l'AESA révise sa recommandation, « offrant la possibilité d’abolir la règle des deux personnes dans le cockpit, à condition que les transporteurs répondent à des critères plus pertinents »,,. Plusieurs syndicats et pilotes ont en effet jugé la mesure inefficace et pouvant apporter des risques supplémentaires de sécurité, notamment en augmentant les flux vers et en dehors du poste de pilotage,,. En avril 2017, la mesure est abandonnée par plusieurs compagnies aériennes, dont Lufthansa, Swiss ou Austrian Airlines,.

### Renforcement des contrôles médicaux
En mai 2015, un groupe de travail de l'AESA est chargé d'étudier les pistes concernant les améliorations à apporter au secteur du transport aérien à la suite de l'accident de Germanwings,. Selon le BEA, « le groupe de travail a noté que la plus grande possibilité de changement n’était pas liée aux portes du poste de pilotage, mais à des questions plus larges incluant des aspects médicaux ». Le 16 juillet 2015, le groupe remet son rapport final à la Commission européenne incluant six recommandations portant notamment sur la mise en place d'une évaluation psychologique dans le cadre de la formation de pilote de ligne ou avant la prise de fonctions ; sur la généralisation des dépistages aléatoires de drogues et d'alcool ; sur le renfort de la formation et de la surveillance des examinateurs de la médecine aéronautique ; sur la nécessité de mise en place de « réglementations nationales permettant de trouver un juste équilibre entre la confidentialité du patient et la protection de la sécurité publique » ; ou encore sur l'adoption de systèmes de soutien aux équipages « dans le cadre d'un environnement de travail non punitif et sans atteinte aux principes d'une culture juste »,,,.
En octobre 2015, un plan d'action est lancé par l'AESA pour mettre en œuvre ses mesures au sein de l'Union européenne (UE),. En août et décembre 2016, l'agence publie officiellement des recommandations adressées à la Commission européenne,. En conséquence, de nouvelles réglementations sont adoptées par l'UE en juillet 2018, comprenant notamment de nouvelles dispositions pour mieux soutenir la santé mentale des équipages,,. De nouveaux programmes sont adoptés, précisant que « tous les pilotes travaillant pour des compagnies aériennes européennes auront accès à un programme de soutien qui accompagnera et aidera les pilotes à reconnaître, à faire face et à surmonter les problèmes qui pourraient affecter négativement leur capacité à exercer en toute sécurité les privilèges de leur licence ». Deuxièmement, les tests de dépistage aléatoires d'alcool et de drogues sur les équipages sont étendus à toutes les compagnies qui volent dans le territoire de l'UE. Enfin, les compagnies aériennes sont désormais tenues d'effectuer une évaluation psychologique de leurs pilotes avant le début de l'emploi.
En France, un projet de loi est déposé devant le Sénat en avril 2021 dans l'objectif de conformer la législation française avec les règles européennes adoptées en 2018,. En conséquence, la loi no 2021-1308 est promulguée par l'Assemblée nationale et le Sénat en octobre 2021,.
En juillet 2021, l'AESA lance son programme de « référentiel aéromédical européen » dans l'objectif d'améliorer la « traçabilité des certificats médicaux des pilotes professionnels ». Le nouveau système facilite l'échange et le partage d'informations entre les examinateurs aéromédicaux, notamment sur les antécédents des pilotes et sur les changements de certification médicale. Ce référentiel, obligatoire dans les États européens membres de l'AESA à partir d'octobre 2021, « est destiné à aider les examinateurs […] à remplir leurs obligations et à soutenir les autorités nationales dans leurs tâches de supervision et d'administration dans le domaine de la médecine aéronautique pour l'aviation commerciale »,.

### Enquêtes judiciaires
Le parquet de Marseille s'est saisi de l'enquête dans le cadre des pôles « accident collectif » créés par le décret du 26 décembre 2014. Le procureur estime que le copilote n'avait aucune raison de mettre l'appareil en descente à ce moment du vol et que rien n'explique pourquoi il n'a pas répondu aux appels, ni ouvert la porte.
Rapidement, la police allemande écarte l'hypothèse d'un attentat et celle d'un évanouissement demeure mise à mal par les actes de verrouillage de la porte et de mise en descente de l'appareil. Lors d'une conférence de presse, Carsten Spohr, le PDG de Lufthansa estime que le terme de suicide n'est pas approprié « lorsqu'on entraîne avec soi 149 personnes ». Le 11 juin 2015, le procureur de Marseille annonce l'ouverture d'une information judiciaire pour homicide involontaire, Andreas Lubitz ne pouvant être poursuivi pour homicide volontaire puisqu'il est décédé. L'enquête judiciaire se termine en janvier 2017 en Allemagne, où elle se classe sans poursuites concluant que le copilote « porte seul la responsabilité » de l'accident,. En France, l'instruction judiciaire reste ouverte en 2021 avec trois juges d'instruction sur l'affaire, qui « vise à déterminer le niveau d'information que possédait la compagnie Germanwings sur la santé mentale de son copilote »,. En février 2022, la justice française conclut finalement à un non-lieu, abandonnant elle aussi l'idée de poursuites judiciaires, les juges déclarant que « le geste d'Andreas Lubitz n'était pas prévisible, en ce que son intention suicidaire n'était connue de personne. Dès lors, personne ne pouvait agir en amont afin d'éviter l'acte ».

### Compensations
La société mère de Germanwings, Lufthansa, a offert aux familles des victimes une aide initiale pouvant aller jusqu'à 50 000 €, distincte de toute indemnisation légalement requise pour la catastrophe,. La compagnie d'assurances de Lufthansa a mis de côté 300 millions de dollars (environ 280 millions d'euros) pour l'indemnisation financière des familles des victimes et pour le coût de l'avion,. Fin juin 2015, Lufthansa verse 25 000 € supplémentaires à la famille de chaque victime, ainsi que 10 000 € d'indemnisation à chaque proche parent d'une victime, une offre largement perçue comme « insuffisante » par de nombreuses familles. Peu après, un avocat représentant plusieurs familles déclare préparer une action en justice en Allemagne pour obtenir une indemnisation plus élevée, mais la demande est rejetée par un tribunal en juillet 2020. Une procédure d'appel de cette décision est lancée en septembre 2021. Au milieu des années 2020, plusieurs procédures d'indemnisations restent en cours en Allemagne, en Espagne, ainsi qu'aux États-Unis,,.

### Anniversaires
Deux ans après l'accident, le 24 mars 2017, la famille Lubitz tient une conférence de presse au cours de laquelle le père d'Andreas Lubitz déclare qu'il n'accepte pas les conclusions de l'enquête officielle selon lesquelles son fils a délibérément provoqué l'écrasement de l'avion ou qu'il était déprimé à l'époque,,. La famille avance l'hypothèse d'un journaliste aéronautique, Tim van Beveren, affirmant que le copilote aurait pu tomber inconscient en raison d'une intoxication au monoxyde de carbone,. Le moment choisi pour la conférence de presse, à l'occasion du deuxième anniversaire de la tragédie, a été vivement critiqué par les familles des victimes, qui commémoraient leurs pertes ce jour-là,.
Chaque année, à la date du 24 mars, à l'exception de 2020 et 2021 en raison des restrictions liées à la pandémie de Covid-19, plusieurs centaines de personnes, majoritairement des proches des victimes, convergent vers la commune du Vernet pour assister aux commémorations organisées en l'honneur des victimes,. Par ailleurs, une minute de silence est observée à 10 h 41, heure exacte de l'accident. En 2025, à l'occasion du dixième anniversaire, près de 400 personnes se rassemblent dans les communes proches du lieu de l'accident pour honorer la mémoire des personnes décédées.

## Monuments commémoratifs
Près du site de l'accident, dans la commune du Vernet, une pierre commémorative en hommage aux victimes est érigée avec l'inscription « À la mémoire des victimes de la catastrophe aérienne du 24 mars 2015 » rédigée en français, allemand, espagnol et anglais,. De plus, une stèle se trouvant dans le cimetière public de la commune contient l'inscription des personnes décédées ainsi que des restes humains des victimes qui n'ont pas pu être identifiées,,.
Une stèle contemporaine a été offerte à la commune de Prads-Haute-Bléone, qui se situe sur l'autre versant de la montagne, à une centaine de mètres à vol d'oiseau de la zone d'impact, sur la bordure du « chemin de l'instituteur » entre Prads et Le Vernet,,. 149 tiges en métal plantées au sol s'érigent vers le ciel pour rendre hommage aux victimes avec une inscription similaire à la stèle du Vernet, gravée sur du métal. Des plaques commémoratives sont également présentes aux aéroports de Barcelone et de Düsseldorf.
En septembre 2017, une sculpture intitulée « Sonnenkugel » (« sphère solaire ») de l'artiste allemand Jürgen Batscheiderde, mesurant cinq mètres de diamètre, est déposée sur un socle par un hélicoptère sur le lieu même de l'impact,. À l'intérieur de la sphère, composée de 149 plaques d'aluminium doré, les familles des victimes ont placé des souvenirs personnels,. L'œuvre étant située directement sur le versant de la montagne, elle est visible depuis une plateforme d'observation située sur le col de Mariaud, en face de l'endroit où s'est écrasé l'avion,,.

Mémoriaux du vol Germanwings 9525
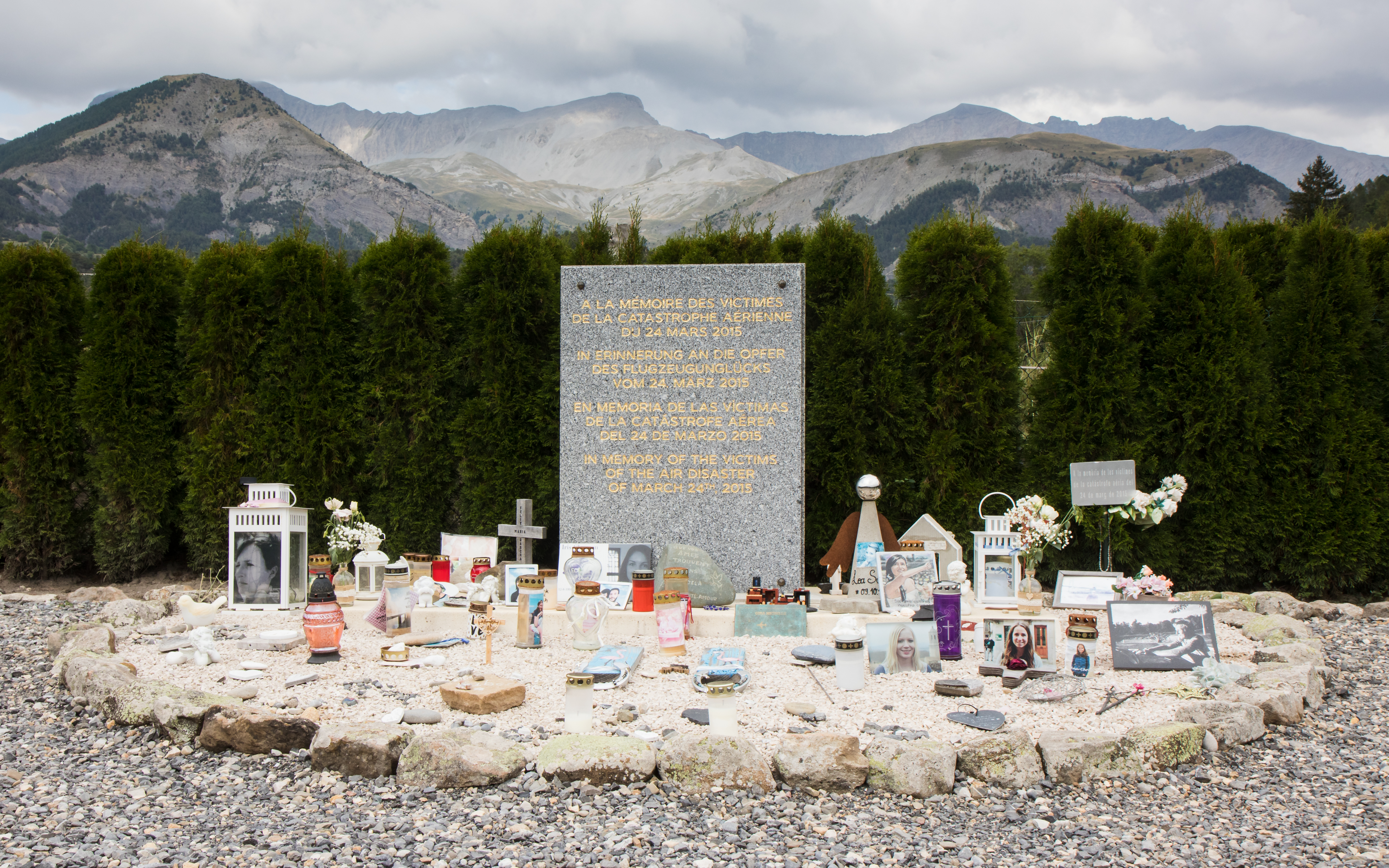
Mémorial dans la commune du Vernet, présentant un texte en quatre langues : « À la mémoire des victimes de la catastrophe aérienne du 24 mars 2015. ».
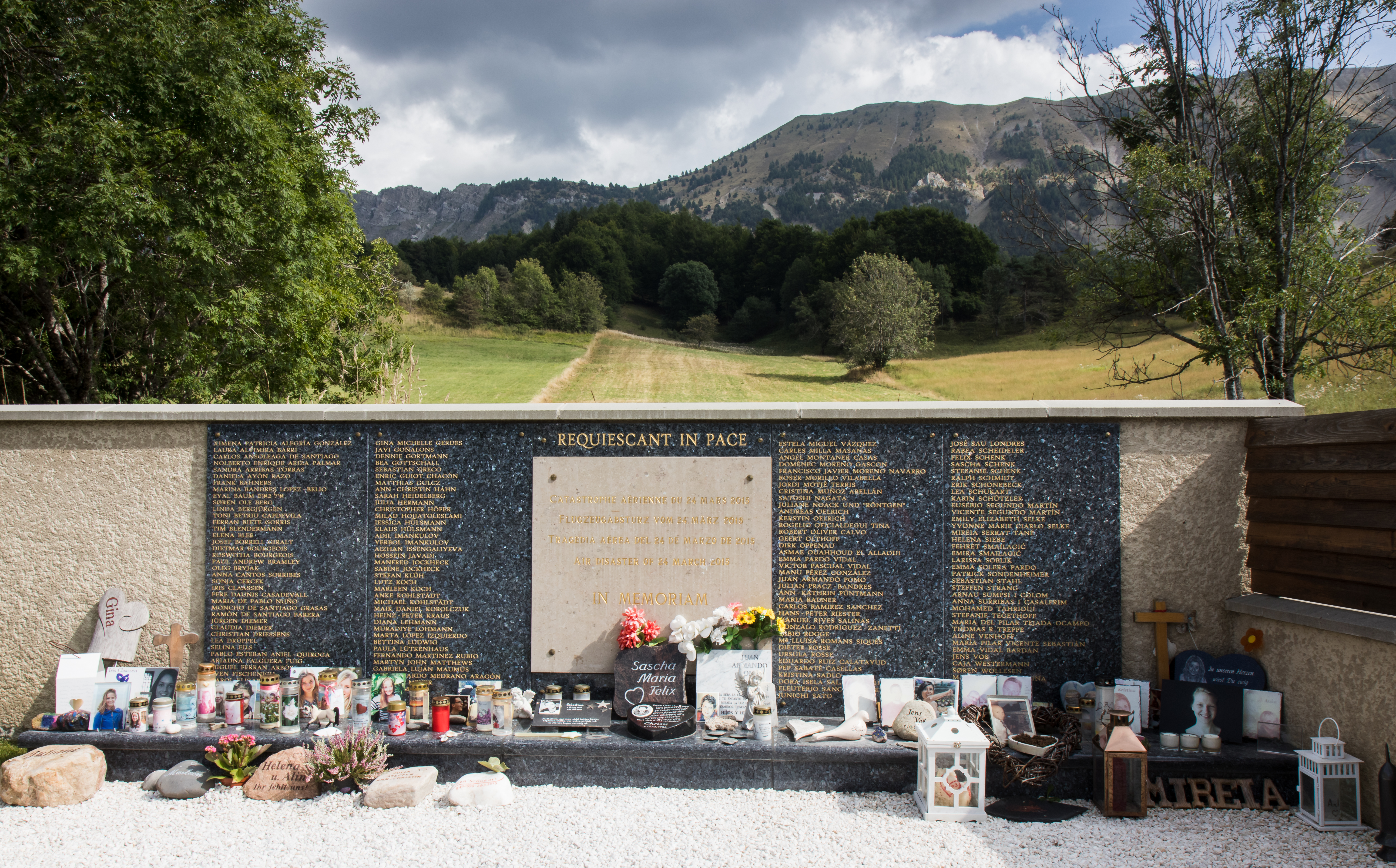
Stèle commémorative au cimetière du Vernet, où sont inscrits les noms des personnes décédées et enterrés les restes des victimes qui n'ont pu être identifiées[275].
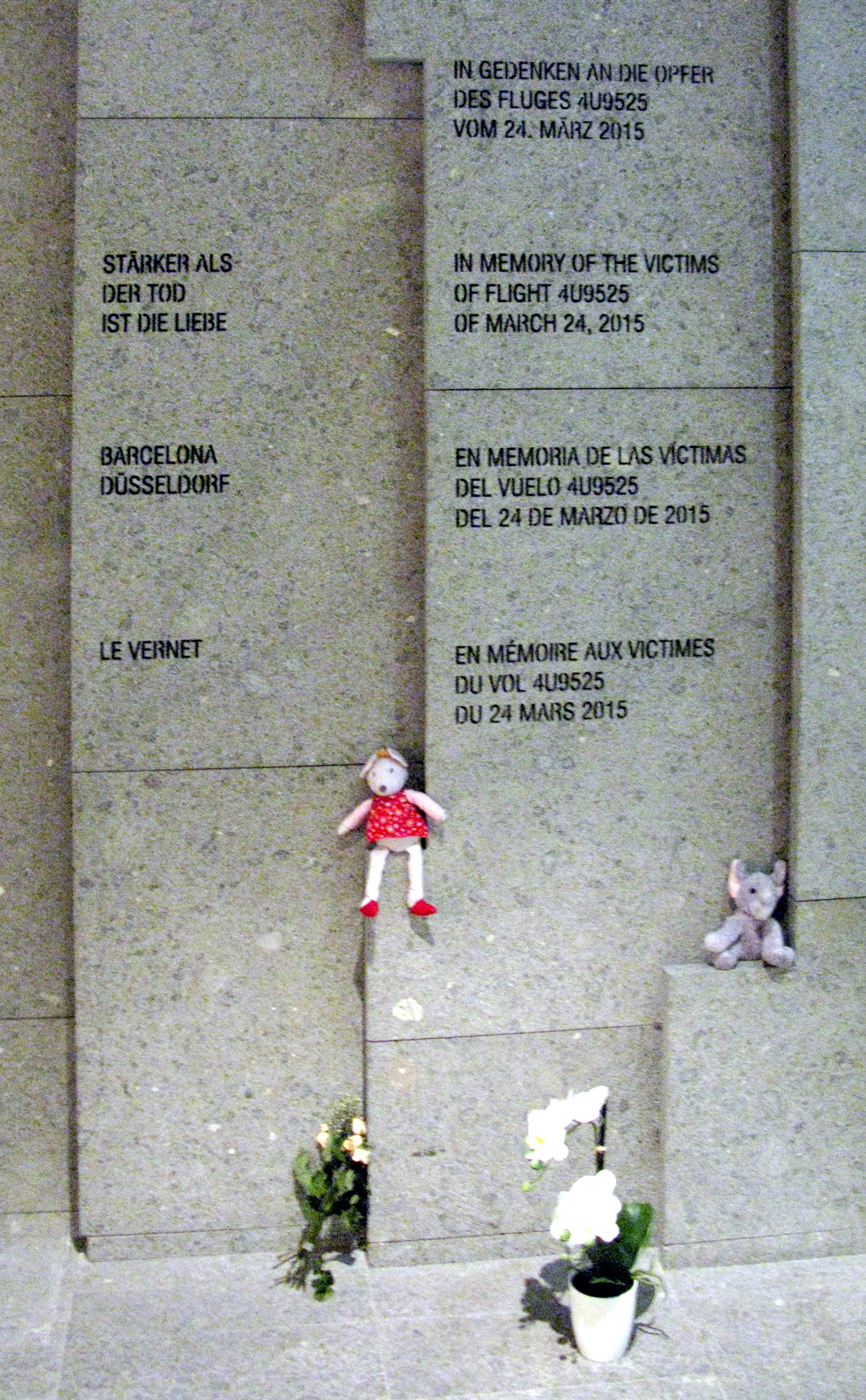
Plaque commémorative à l'aéroport international de Düsseldorf, « en mémoire aux victimes du vol 4U9525 du 24 mars 2015 ».

## Médias

### Télévision
Dans le film argentino-espagnol Les Nouveaux Sauvages, sorti en France deux mois avant l'accident, un steward déséquilibré se rend maître du poste de pilotage d'un avion et l'écrase au sol, par vengeance envers ceux qui lui ont nui dans sa vie. Le film sort au Royaume-Uni trois jours après l'accident, ce qui contraint les distributeurs à signaler que certaines séquences peuvent choquer les spectateurs et que toute ressemblance avec des événements réels est fortuite,.
L'accident du vol Germanwings 9525 a fait l'objet de nombreux documentaires notamment sur W9 en 2016, C8 en 2018, Radio-Canada en 2020, RMC Découverte en 2025 ou encore d'un épisode dans la série télévisée Air Crash nommé « Meurtres dans les airs » (saison 16, épisode 7). En 2016, un épisode réalisé par Norbert Letroll d'une série documentaire diffusée sur Planète+, intitulée « Section scientifique », s'intéresse à la science derrière l'accident, en particulier aux personnes travaillant pour le pôle judiciaire de la Gendarmerie nationale et pour l'Institut de recherche criminelle de la Gendarmerie nationale (IRCGN), chargés de l'identification des victimes et des aspects scientifiques des enquêtes,.

### Ouvrages
- Le roman Le Diable du ciel de Laurent Obertone relate l'accident du point de vue d'un enquêteur du BEA[291],[292].
- Le livre Retour au Vernet : Mon village après le crash de Nicolas Balique relate le témoignage d'un journaliste local, arrivé parmi les premiers sur le site de l'accident[293].

### Émissions radiophoniques
- « L'affaire du crash de la Germanwings » en février 2016 dans L'Heure du crime de Jacques Pradel, sur RTL[294].
- « Le crash de la Germanwings », en janvier 2018 dans Hondelatte raconte de Christophe Hondelatte, sur Europe 1[295].
- « Le crash de la Germanwings », en mai 2023 dans Affaires sensibles de Fabrice Drouelle, sur France Inter[296].